# Sony Ericsson P990

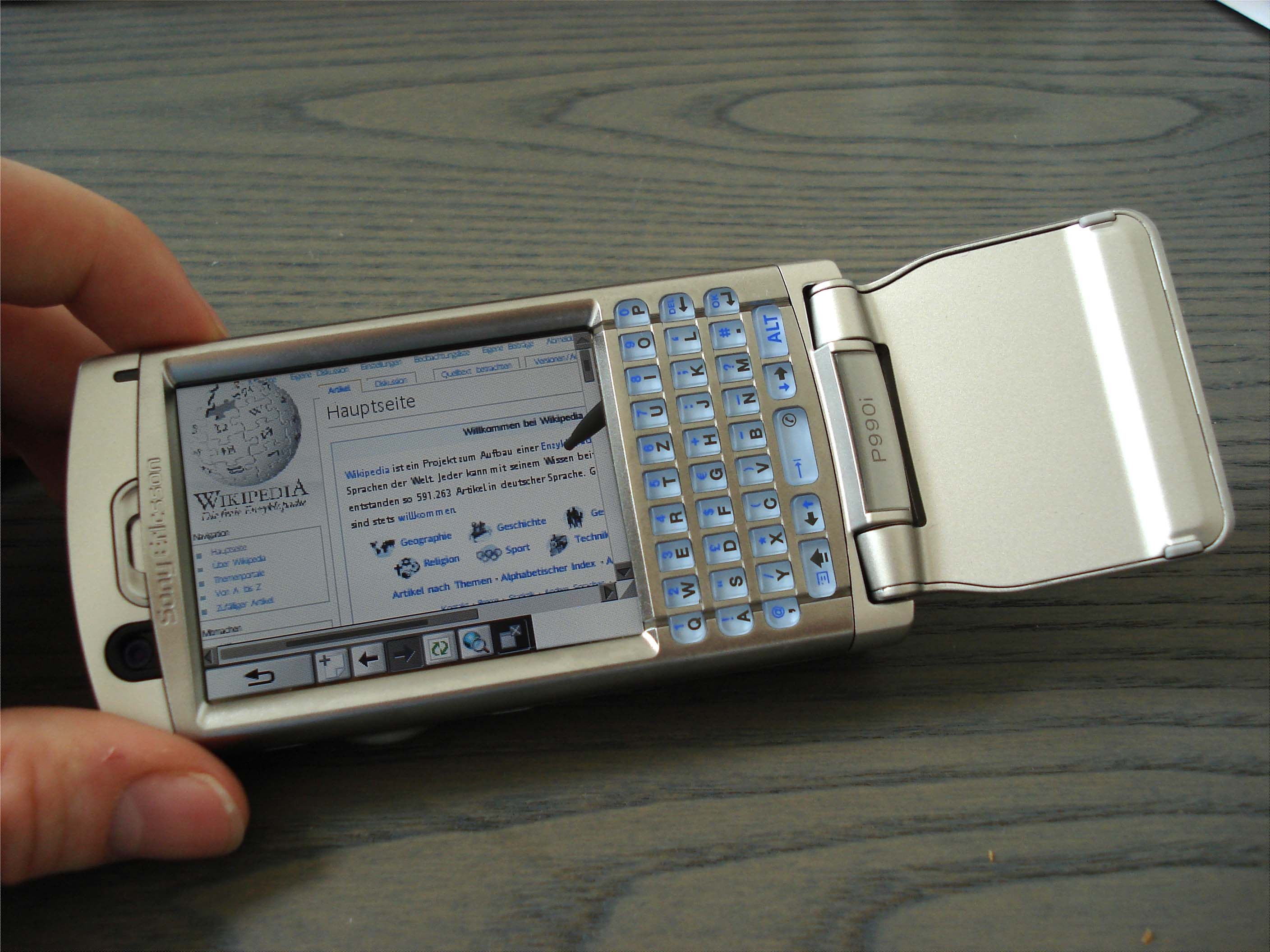
Das P990i mit geöffnetem Browser im Querformat

Das Sony Ericsson P990 ist ein Smartphone des schwedisch-japanischen Mobilfunkherstellers Sony Ericsson.
Es kam im dritten Quartal 2006 auf den Markt, ist der Nachfolger des Sony Ericsson P910 und führt somit die P-Serie fort. Das P990i läuft unter dem Betriebssystem Symbian OS in der Version 9.1 und bedient sich der Sony-Ericsson-eigenen Oberfläche UIQ3. Weiterhin ist das P990 WLAN-, nach IEEE-802.11b-Standard, sowie UMTS-tauglich. Auch Videotelefonate sind möglich, dafür befindet sich eine zweite kleine VGA-Kamera an der Vorderseite. Auf der Rückseite ist eine 1,9-Megapixel-Kamera mit Autofokus angebracht.
Die QWERTZ-/QWERTY-Tastatur ist auf dem Gerät selbst und nicht mehr, wie beim Vorgängermodell, auf der Innenseite der Nummerntastaturabdeckung (Flip) angebracht und beleuchtet. Dadurch schrumpfte die Touchscreenfläche bei gleichzeitig vergrößerter Auflösung, die nun dem QVGA-Maße (240×320 Pixel) entspricht. Bei geschlossenem Flip wird ein Teil des Displays verdeckt und die Touchscreenfunktionalität deaktiviert; das P990 ist wie ein herkömmliches Mobiltelefon bedienbar. Das Flip lässt sich mittels mitgeliefertem Werkzeug demontieren, da das Telefon auch ohne die Nummerntastatur voll bedienbar bleibt.
Das Smartphone läuft mit einem ARM-Hauptprozessor von Philips mit 208 MHz Taktfrequenz. Wettbewerber sind unter anderem der HTC Wizard (T-Mobile MDA Vario II), verschiedene Nokia-Nseries- und Nokia-Eseries-Modelle (Nokia N80, Nokia E70, Nokia E61i) und das Motorola MPx220, wobei alle genannten Modelle in mindestens einem Kriterium deutlich abweichen (Gewicht, Größe, Rechenleistung, Preis etc.).
Mittlerweile ist für Symbian OS auch ein Skype-Client verfügbar. Mit der Software Fring für UIQ ist mit dem P990 IP-Telefonie möglich.
Das P990 kann auch Handschrift erkennen.